# Liste der Einträge im National Register of Historic Places im Pend Oreille County
Diese Liste der Einträge im National Register of Historic Places im Pend Oreille County enthält alle im Pend Oreille County, Washington in das National Register of Historic Places eingetragenen Gebäude, Bauwerke, Objekte, Stätten oder historischen Distrikte.
Diese Liste entspricht dem Bearbeitungsstand des National Park Service/National Register of Historic Places vom 16. August 2024.

## Legende
| NRHP | Historic Place |

## Aktuelle Einträge
| [ 2 ] | Name                                         | Bild                           | Eintragsdatum                 | Lage | Ort            | Beschreibung |
| ----- | -------------------------------------------- | ------------------------------ | ----------------------------- | --- | -------------- | ------------ |
| 1     | Boundary Hydroelectric Project               | weitere Bilder                 | 1. Mai 2018 ID-Nr. 100002394  | 1198 Boundary Dam Access Rd. 48° 59′ 13,6″ N, 117° 20′ 58,6″ W                                                                    | Metaline       |              |
| 2     | Idaho and Wash. Northern RR Bridge           | weitere Bilder                 | 16. Juli 1982 ID-Nr. 82004270 | über den Oreille River, am WA 31 48° 46′ 50″ N, 117° 24′ 33″ W                                                                    | Metaline Falls |              |
| 3     | Lewis P. Larson House                        | Lewis P. Larson House          | 26. März 1979 ID-Nr. 79002549 | 5th St. und Pend Oreille Blvd. 48° 51′ 48″ N, 117° 22′ 23″ W                                                                      | Metaline Falls |              |
| 4     | Metaline Falls School                        | weitere Bilder                 | 8. Sep. 1988 ID-Nr. 88001518  | 302 Park 48° 51′ 40″ N, 117° 22′ 26″ W                                                                                            | Metaline Falls |              |
| 5     | Pend Oreille County Courthouse               | Pend Oreille County Courthouse | 24. Dez. 2013 ID-Nr. 13000997 | 625 W. 4th St. 48° 10′ 40,6″ N, 117° 2′ 53″ W                                                                                     | Newport        |              |
| 6     | Pend Oreille Mines and Metals Building       | weitere Bilder                 | 29. Aug. 1997 ID-Nr. 97001081 | 103 S. Grandview St. 48° 51′ 44″ N, 117° 22′ 18″ W                                                                                | Metaline Falls |              |
| 7     | Dr. John and Viola Phillips House and Office | weitere Bilder                 | 3. Jan. 2006 ID-Nr. 05001501  | S. 337 Spokane Ave. 48° 10′ 41,6″ N, 117° 2′ 45,2″ W                                                                              | Newport        |              |
| 8     | United States Border Station                 | United States Border Station   | 31. Jan. 1997 ID-Nr. 96001634 | zwischen dem WA 31 und der Landesgrenze der Vereinigten Staaten und Kanada, Colville National Forest 48° 59′ 58″ N, 117° 18′ 0″ W | Metaline Falls |              |
| 9     | Washington Hotel                             | Washington Hotel               | 26. März 1979 ID-Nr. 79002550 | 5th und Washington St. 48° 51′ 44″ N, 117° 22′ 8″ W                                                                               | Metaline Falls |              |